# 特魯多柳比夫卡 (索卡爾區)
50°31′1″N 24°13′52″E / 50.51694°N 24.23111°E
特魯多柳比夫卡（烏克蘭語：Трудолюбівка），是烏克蘭西部的村莊，隸屬利維夫州的舍普季茨基區。該村面積0.74平方公里，海拔高度206米，2001年人口188，人口密度每平方公里255.78人。